# Werner Richter (Flötist)
Werner Richter (* 28. Februar 1924 in Jahnsbach; † 10. Oktober 2010 in Dießen am Ammersee) war ein deutscher Flötist und Musikpädagoge.
Geboren als Sohn eines Spirituosenhändlers, absolvierte Werner Richter 1942 sein Abitur in Schmalkalden und wurde danach während des Zweiten Weltkriegs zur Luftwaffe eingezogen. Er erlebte die letzten Kriegsjahre als Pilot und Fluglehrer. Von 1948 bis 1952 studierte er an der Hochschule für Musik und Darstellende Kunst Stuttgart. Nach Stationen als Soloflötist in Kiel und Darmstadt, studierte er von 1955 bis 1960 Musikwissenschaft und Physik an der Johann Wolfgang Goethe-Universität Frankfurt am Main. Neben seiner Tätigkeit am Staatstheater Darmstadt war er Dozent und nach der Ernennung zum Professor 1974 an der Akademie für Tonkunst und an der Hochschule für Musik und Darstellende Kunst Frankfurt am Main tätig. Seine Laufbahn als Flötist beendete er 1979. Danach widmete er sich seinen wissenschaftlichen Abhandlungen, Noteneditionen und Büchern.
Richters wichtigste Publikation ist die Bewusste Flötentechnik (Die Spieltechnik der Querflöte, abgeleitet und erklärt aus exakten Grundlagen – Versuch einer ganzheitlichen Darstellung. Überlegungen zur Pädagogik), Frankfurt/Main 1987. Die Schrift bietet eine Fülle von hochwertigen Informationen, die nirgendwo sonst aufzufinden sind. In seinem Konditionstraining für den Flötenansatz (Frankfurt/Main 1992) schlüsselt er das komplizierte Ansatzgeschehen auf. Eine der populärsten unter Richters Publikationen ist die Schule für die Querflöte (Mainz 1980). Um die 60 Ausgaben hatte Werner Richter herausgegeben.